# Refuge du Plumsjoch
Le refuge du Plumsjoch est un refuge de montagne en Autriche, dans le massif des Karwendel.

## Géographie
Le refuge se situe à une altitude de 1 630 m sur le Plumsjoch (sommet à 1 921 m), juste en dessous du Plumssattel (1 669 m d'altitude), reliant la Rißtal à l'ouest et Pertisau dans l'Achental à l'est.

## Ascension
L'accès le plus court depuis la Rißtal part du Hagelhütte (1 077 m d'altitude) en passant par un sentier de randonnée balisé jusqu'au refuge, qui dure environ une heure et demie. Depuis le Gernalm (1 166 m d'altitude) près de Pertisau, le refuge du Plumsjoch peut être atteint en une heure et demie par une piste graveleuse très escarpée.

## Sites à proximité
Ascension
- Plumsjoch
- Montscheinspitze
- Kompar
- Bettlerkarspitze

Refuge
- Refuge de Tölz par un sentier de randonnée traversant le Grasbergkamm.